# Die Zeit nach Mitternacht
Die Zeit nach Mitternacht (Originaltitel: After Hours) ist eine US-amerikanische schwarze Komödie aus dem Jahr 1985 von Martin Scorsese. Die Hauptrolle spielt Griffin Dunne, der auch als Ko-Produzent am Film beteiligt war.

## Handlung
Nach einem wieder einmal todlangweiligen Arbeitstag als Texterfasser lernt der New Yorker Single Paul Hackett in einem Café die attraktive Marcy Franklin kennen. Sie sprechen über ihr gemeinsames Interesse an Henry Miller. Marcy erzählt Paul, dass sie gemeinsam mit einer Freundin, der Bildhauerin Kiki Bridges, lebt, und gibt ihm die Telefonnummer der Wohnung. Paul ruft dort wenig später an und vereinbart noch in derselben Nacht einen Besuch im Studio der Bildhauerin. Unterwegs wird Pauls 20-Dollar-Geldschein durch einen Windstoß aus dem Fenster geweht, so dass er das Taxi nicht mehr bezahlen kann. Dies ist das erste einer langen Reihe von Missgeschicken, die die Nacht ohne Pauls Schuld langsam in einen Albtraum verwandeln.
In dem Studio trifft Paul zunächst nur die Bildhauerin Kiki, die gerade an einer von Der Schrei von Edvard Munch beeinflussten Statue arbeitet, bevor Marcy erscheint. Paul und Marcy scheinen sich näher zu kommen, aber nachdem Paul in Marcys Zimmer Fotos von entstellenden Verbrennungsnarben gefunden hat und sich ein teils verstörendes Gespräch entwickelt, verlässt er fluchtartig das Studio. Paul möchte nun mit der U-Bahn heimfahren, hat aber nicht mehr genug Geld. Deshalb begibt er sich vorerst in eine Bar; da es stark zu regnen anfängt, gibt er sein Vorhaben auf,  nach Hause zu laufen. 
Der Barbesitzer Tom Schorr bietet an, Paul mit etwas Kleingeld für die U-Bahn aushelfen, hat aber seinen Kassenschlüssel zuhause vergessen. Sie tauschen ihre Wohnungsschlüssel, damit Paul den Kassenschlüssel aus Toms Wohnung holen kann. Dort wird er von Toms Nachbarn als verdächtige Person registriert, da es im Stadtviertel in der Zeit davor eine Serie von unaufgeklärten Einbrüchen gegeben hatte. Durch verschiedene Verwicklungen kehrt Paul in Kikis Studio zurück, wo Marcy inzwischen Suizid begangen hat. Später stellt sich heraus, dass Marcy die Freundin des Barkeepers Tom war. Als Paul die Schlüssel zu Toms Kneipe zurückbringen will, ist diese verschlossen. Er trifft nur auf Pauls Stammgast Julie, eine alternde, geistig in den 1960ern stehengebliebene Hippie-Lebenskünstlerin, die bereits vorher mit ihm geflirtet hatte. Da es weiterhin regnet, geht er mit ihr in ihre Wohnung, weist aber schließlich ihre Avancen zurück.
Paul sucht in dem von Punks und BDSM-Liebhabern bevölkerten Nachtclub Club Berlin nach Kiki und ihrem Freund Horst, um sie über den Tod von Marcy zu informieren. Der durch sein bürgerliches Outfit auffallende Paul bekommt fast unfreiwillig einen Irokesenschnitt verpasst und flüchtet aus dem Club. Im weiteren Verlauf trifft er auf einen schwulen Mann, der glaubt, dass er nach Sex suche, und auf die Eiswagenfahrerin Gail, die ihn zunächst in ihre Wohnung lässt, aber schließlich für den mysteriösen Einbrecher hält, der den Stadtteil in Atem hält. Paul wird schließlich, aufgrund der Verdächtigungen durch Gail und Julie, von einer Bürgerwehr verfolgt, die ihn für den Einbrecher hält.
Auf der Flucht vor der Bürgerwehr gerät Paul erneut in Club Berlin, der nun fast komplett menschenleer ist und völlig verändert ist. Dort trifft Paul auf June, die ebenfalls Bildhauerin ist, und tanzt mit ihr zu Is That All There Is? von Peggy Lee. Um ihm zu helfen, gipst June Paul ein – die Skulptur mit Paul im Inneren ähnelt Kikis Skulptur und damit auch dem Schrei von Munch. Bevor June ihn wieder befreit, wird die Skulptur von den echten Einbrechern gestohlen und in einem Lieferwagen abtransportiert. Während der Fahrt fällt die Skulptur aus dem Wagen auf die Straße und zerbricht. Paul befreit sich aus den Gipstrümmern und findet sich, während die Sonne aufgeht, genau am Eingang des Bürohauses wieder, wo er arbeitet. Er klopft sich den Staub ab und geht zur Arbeit, als ob nichts gewesen wäre.

## Produktion
Das Drehbuch des Films stammt von Joseph Minion. Ursprünglich sollte der Film den Titel Lies tragen, eine Referenz auf den gleichnamigen Monolog des Radiomoderators Joe Frank aus dem Jahr 1982, der Minion zu dem Drehbuch inspirierte. Scorsese und den Produzenten wurde das Drehbuch unter dem Titel Surrender Dorothy angeboten. Joe Frank verklagte später die Produzenten, da Handlung und Dialoge des Drehbuchs, insbesondere in den ersten 30 Minuten, zu einem erheblichen Teil ein Plagiat seines Lies-Monologs darstellten. Frank wurde nicht im Abspann genannt, erhielt dem Vernehmen nach aber eine Zahlung in unbekannter Höhe.
Zunächst war Tim Burton für die Regie von After Hours vorgesehen, trat jedoch von der Aufgabe zurück, nachdem Martin Scorsese sein Interesse an der Produktion zeigte. Scorsese war frustriert darüber, dass sein langjähriges Wunschprojekt Die letzte Versuchung Christi von Paramount Pictures inmitten der Vorbereitungen gestrichen wurde. Der enttäuschte Scorsese wollte mit der Regie bei dem finanziell deutlich kleineren Projekt After Hours sich auch beweisen, dass er noch immer „kleine Filme“ drehen konnte. Scorsese übernahm einen Cameo-Auftritt als Bediener der Suchlichter im Club Berlin.
Über die Gestaltung des Filmendes waren sich die Filmemacher zunächst unsicher. Die ursprüngliche, von Freud beeinflusste Drehbuchidee, dass Paul am Ende einer Mutterfigur begegnet und schutzsuchend in deren gigantischen Leib klettert, wurde vom Produzenten verworfen. Eine weitere Idee sah vor, dass Paul in der Skulptur gefangen bleibt. Diese Szene wurde auch gefilmt, doch Scorseses Vater kritisierte sie als zu düster und riet seinem Sohn, Paul überleben zu lassen. Schließlich schlug Scorseses Freund, die britische Regielegende Michael Powell, das märchenhafte Ende vor, dass die Filmhandlung kreislaufförmig an der Stelle enden lässt, wo sie gestartet war: in Pauls Büro.
Für den deutschen Kameramann Michael Ballhaus war After Hours ein wichtiger Film in seiner Karriere, mit dem er sich in Hollywood etablieren konnte. Scorsese fragte Ballhaus aufgrund dessen langjähriger Zusammenarbeit mit Rainer Werner Fassbinder an und war von dessen dynamischen Bildern beeindruckt. Zugleich brauchte Scorsese einen Kameramann, der schnell und ökonomisch drehen konnte, da für After Hours nur 40 Drehtage und rund vier Millionen US-Dollar zur Verfügung standen. Ballhaus hatte sich zuvor schon länger erträumt, einmal mit Scorsese zu arbeiten, hatte aber lange gemeint: „Das war als wünschte ich mir, zum Mond zu fliegen.“ Ballhaus und Scorsese drehten bis 2006 noch mehrfach miteinander.

## Kritiken
After Hours erhielt sehr gute Kritiken und wurde mit mehreren Filmpreisen bedacht. An den Kinokassen war der Film mäßig erfolgreich und spielte in den USA etwas über zehn Millionen US-Dollar ein, eine niedrige Summe im Vergleich zu anderen Scorsese-Filmen, aber das Doppelte des Filmbudgets.
Bei dem US-Kritikerportal Rotten Tomatoes erhält der Film, basierend auf 69 Kritiken, eine positive Wertung von 90 Prozent (Stand Juni 2025).

„Im Gewand einer leichtfüßigen Komödie offenbart sich eine albtraumhafte Reise durch die urbane Subkultur, in der sich Komik und Bedrohung, Erlösung und Angst in einer virtuosen Inszenierung die Waage halten.“

Roger Ebert schrieb am 11. Oktober 1985, After Hours sei die „angespannteste Komödie“, an die er sich erinnern könne. Schritt für Schritt steigere der Film eine Albtraumsituation, an deren Ende das Lachen der Zuschauer hohl oder defensiv sei. Es sei einer der „besten Filme“ des Jahres und eines der besten Werke von Scorsese. Scorsese versuche anknüpfend an seinen vorherigen Film The King of Comedy erneut „Komödie und Satire mit unnachlässiger Spannung und einem Gefühl der alles durchdringenden Paranoia“ zu verbinden. After Hours sei so „so originell, so besonders, dass wir von Zeit zu Zeit unsicher sind, wie wir genau darauf reagieren sollen.“

## Auszeichnungen
- Internationale Filmfestspiele von Cannes 1986: Regiepreis für Martin Scorsese
- Die Deutsche Film- und Medienbewertung FBW in Wiesbaden verlieh dem Film das Prädikat „besonders wertvoll“.[14]

## Synchronisation
Die Synchronisation des Films übernahm die Interopa Film GmbH in Potsdam. Nach einem Dialogbuch und unter der Dialogregie von Ronald Nitschke.
| Rolle          | Schauspieler     | Deutscher Sprecher       |
| -------------- | ---------------- | ------------------------ |
| Paul Hackett   | Griffin Dunne    | Wolfgang Müller          |
| Marcy Franklin | Rosanna Arquette | Katja Nottke             |
| Julie          | Teri Garr        | Margot Rothweiler        |
| Tom Schorr     | John Heard       | Engelbert von Nordhausen |
| Gail           | Catherine O’Hara | Karin Buchholz           |
| Kiki Bridges   | Linda Fiorentino | Heike Schroetter         |
| June           | Verna Bloom      | Barbara Adolph           |
| Pepe           | Thomas Chong     | Jürgen Kluckert          |
| Neil           | Cheech Marin     | Ronald Nitschke          |
| Horst          | Will Patton      | Norbert Langer           |